# Bryum lapponicum
Bryum lapponicum là một loài rêu trong họ Bryaceae. Loài này được Hedw. Dicks. mô tả khoa học đầu tiên năm 1801.